# ゼアズ・ノー・アザー・ウェイ
「ゼアズ・ノー・アザー・ウェイ」 (There's No Other Way) は、1991年に発表されたイギリスのオルタナティヴ・ロックバンド、ブラーのアルバム、『レジャー』の収録曲であり、アルバムからの2ndシングル曲。全英8位を獲得し、ブラー初のヒット曲となった。

## 概要
グルーヴィーな電子オルガンにグレアムの特徴的なギターリフとコーラスを配している。「シーズ・ソー・ハイ」に引き続き、フードのオーナー、デビット・バルフがイギリス・バージョンのミュージック・ビデオを監修している。また、アメリカ市場向けのビデオも作られている。
デビュー・シングル後のセカンドシングルがなかなか決まらない中、ブラーのプレイをテレビで見たザ・スミスのプロデューサー、スティーブン・ストリートが、その才能にほれ込みブラーのプロデューサーに立候補。元々シングル候補でなかったこの曲のプロデュースをストリートが始めると、グルーヴィーなバギー・ポップに変化。シングル曲に決定した。ストリートはその後、2ndアルバム以降のメイン・プロデューサーを務めることになる。「イナーシャ」、「ミスター・ブリッグス」、「アイム・オール・オーバー」「ウォント・ドゥー・イット」は、ブラーによるセルフ・プロデュース曲。ブラー自身によるリミックス・バージョンや、エクステンデッド・バージョンも作られている。

## トラックリスト
- CD、アメリカ盤CD

1. There's No Other Way
2. Inertia
3. Mr Briggs
4. I'm All Over

- 7インチ盤、カセット・テープ

1. There's No Other Way
2. Inertia

- 12インチ盤リミックス版 (1991年4月29日リリース)

1. There's No Other Way (12" remix)
2. Won't Do It
3. Day Upon Day (Live at Moles Club, Bath)

- 12インチ盤

1. There's No Other Way (Extended Version)
2. Inertia
3. Mr Briggs
4. I'm All Over

## チャート
| チャート（1991年）               | 最高順位 |
| -------------------------------- | -------- |
| イギリス（全英シングルチャート） | 8        |